# Апілкін
Апілкін (Апіл-ґін) (аккад. 𒀀𒉈𒄀; д/н — бл. 2091 до н. е.) — 1-й лугаль (володар) Третього царства Марі близько 2126—2091 років до н. е.

## Життєпис
Походив з роду спадкових шаканаку (військових намісників) Марі. Син Ішгум-Адду. Посів посаду шаканаку близько 2126 року до н. е. В цей час відбувалася боротьба за владу у Міжріччі, яку очолила Третя династія Ура. Скориставшись цим Апілкін розширив володіння та зміцнив владу. Невдовзі оголосив себе великим шаканаку (даннум-шаканакку). Ймовірно при цьому спирався на допомогу вождів амореїв, яких взяв на службу.
Можливо визнав номінальну владу царя Ура Ур-Намму. в текстах якого часто згадується Апілкін. Натомість останній визнав Апілкіна лугалем (на кшталт царя). Їх відносини були закріплені шлюбом між донькою правителя Марі — Тарам-Урам — і сином Ур-Намму — Шульгі. За правління останнього здобув фактичну незалежність, але продовжував використовувати титул шаканаку.
Здійснював значну будівельну діяльність. За його наказом було зведено храм Нінхурсаги. Також вважається, що споруда «Сагурі» в Марі також було зведена за чів цього лугаля.
Після смерті трон захопив його родич Ідді-ілум.